# 小納真良
小納 真良（こな まさよし、1973年9月2日 - ）は、秋田県出身のバスケットボール選手。バスケットボール選手小納真樹の双子の弟。身長177cm。ポジションはガード。長兄・真琴もバスケットボール選手。

## 来歴
中学生時代2年・3年とチームの主力として全国大会出場。能代工業高校でインターハイ・国体・ウインターカップタイトルに貢献。高校卒業後は専修大学に進学した。
大学卒業後、日本鉱業に入社。大和証券、ボッシュブルーウィンズに所属していた。
2008年全日本実業団バスケットボール競技大会では最優秀選手賞を受賞。